# Cattedrale di Erevan
La cattedrale di Erevan (in armeno Սուրբ Գրիգոր Լուսավորիչ մայր եկեղեցի?, Surb Grigor Lusavorich mayr yekeghetsi) consacrata a San Gregorio Illuminatore, è il principale luogo di culto della chiesa apostolica armena nel mondo: è ubicata nel quartiere Kentron di Erevan, capitale dell'Armenia, ed è fra i maggiori edifici cultuali del Caucaso meridionale, insieme alla Cattedrale della Santissima Trinità di Tbilisi.

## Storia
La cattedrale fu edificata per impulso del catholicos Vazgen I. La sua costruzione ebbe inizio il 7 aprile 1997 con la cerimonia della benedizione del terreno, celebrata dal catholicos Karekin I. l'edificio fu progettato dall'architetto Stepan Kurkchyan e inaugurato ai fedeli nel 2001, dopo quattro anni di cantiere.
La consacrazione della cattedrale è stata celebrata il 23 settembre 2001, in occasione del 1700º anniversario della proclamazione del Cristianesimo come religione statale dell'Armenia (che, in effetti, si convertì a tale culto nel 301). L'edificio accoglie ora alcune reliquie di San Gregorio l'Illuminatore, apostolo degli Armeni e fondatore del Cristianesimo nella loro nazione (vedi scheda a parte). Poco dopo la consacrazione lo stesso papa Giovanni Paolo II decise di omaggiare l'Armenia visitando di persona il sacro luogo.

## Architettura
La cattedrale, di dimensioni notevoli, si compone di tre corpi chiesastici distinti: la Cattedrale, con 1700 posti a sedere, e le cappelle dedicate a Tiridate III di Armenia, immediatamente divinizzato come Santo dopo la sua morte e particolarmente venerato dagli Armeni, e alla consorte Ashkhen (entrambe le cappelle sono dotate di 150 posti a sedere). Queste due figure religiose hanno rivestito un ruolo cruciale nel riconoscere in Armenia il cristianesimo come religione di Stato. La torre campanaria, traforata da più di trenta archi, e la corte si trovano all'ingresso della cattedrale. Le sale per i ricevimenti e le attività liturgiche sono ubicate al piano inferiore della chiesa principale.
L'intero complesso chiesastico si estende per circa 3,822 metri quadrati, mentre la sua altezza da cielo a terra è pari a cinquantaquattro metri. Interessante ricordare, infine, che la chiesa principale è stata costruita grazie alle donazioni di Richard Alexander Manoogian e Louise Manoogian Simone in memoria del padre defunto, il filantropo e imprenditore Alex Manoogian: le due cappelle e le torri, analogamente, sono state erette grazie alla magnanimità, rispettivamente, di Nazar e Artemis Nazarian, Kevork e Linda Kevorkian e di Eduardo Eurnekian.

## Galleria d'immagini

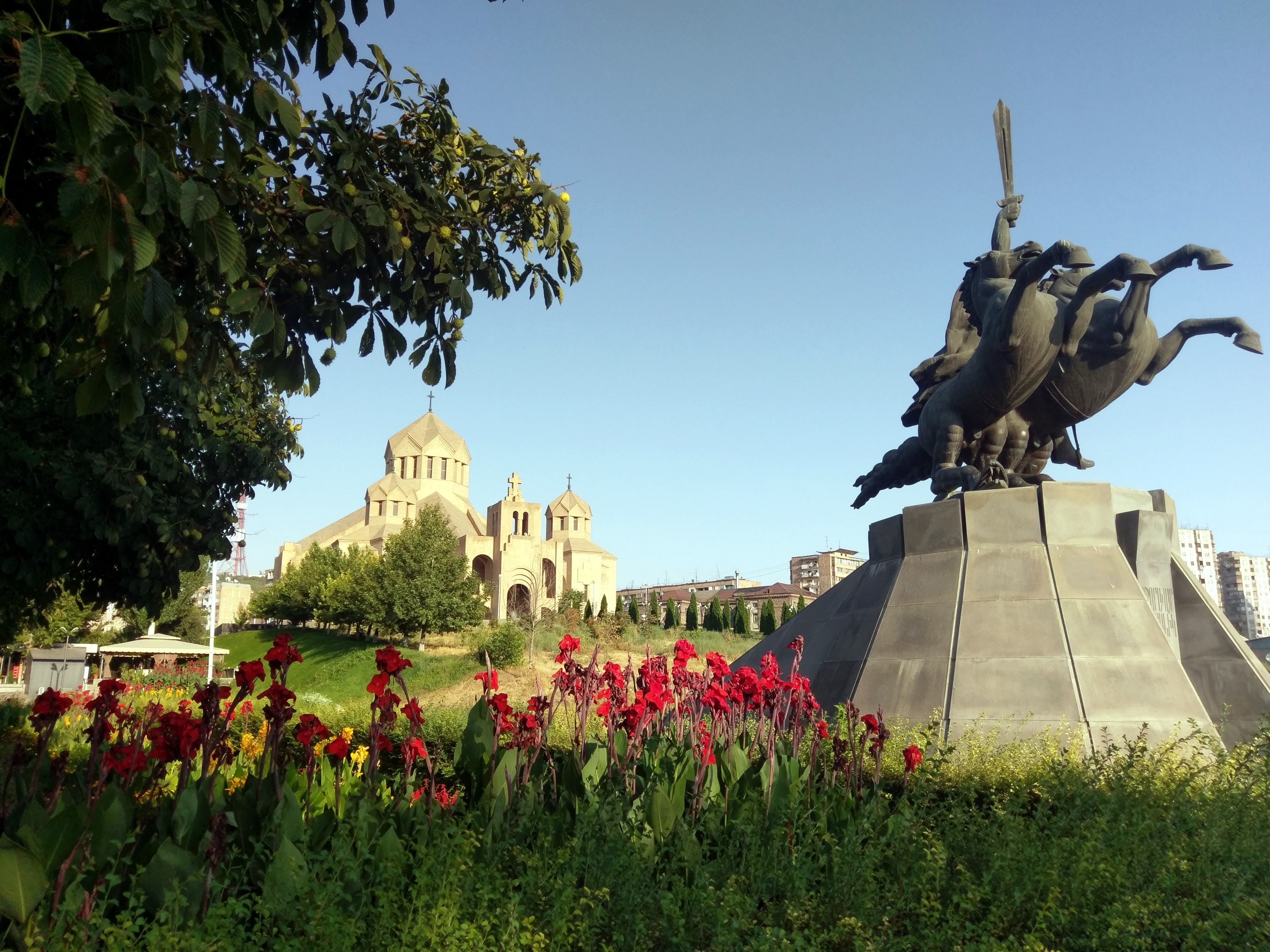
La cattedrale e la statua equestre di Andranik
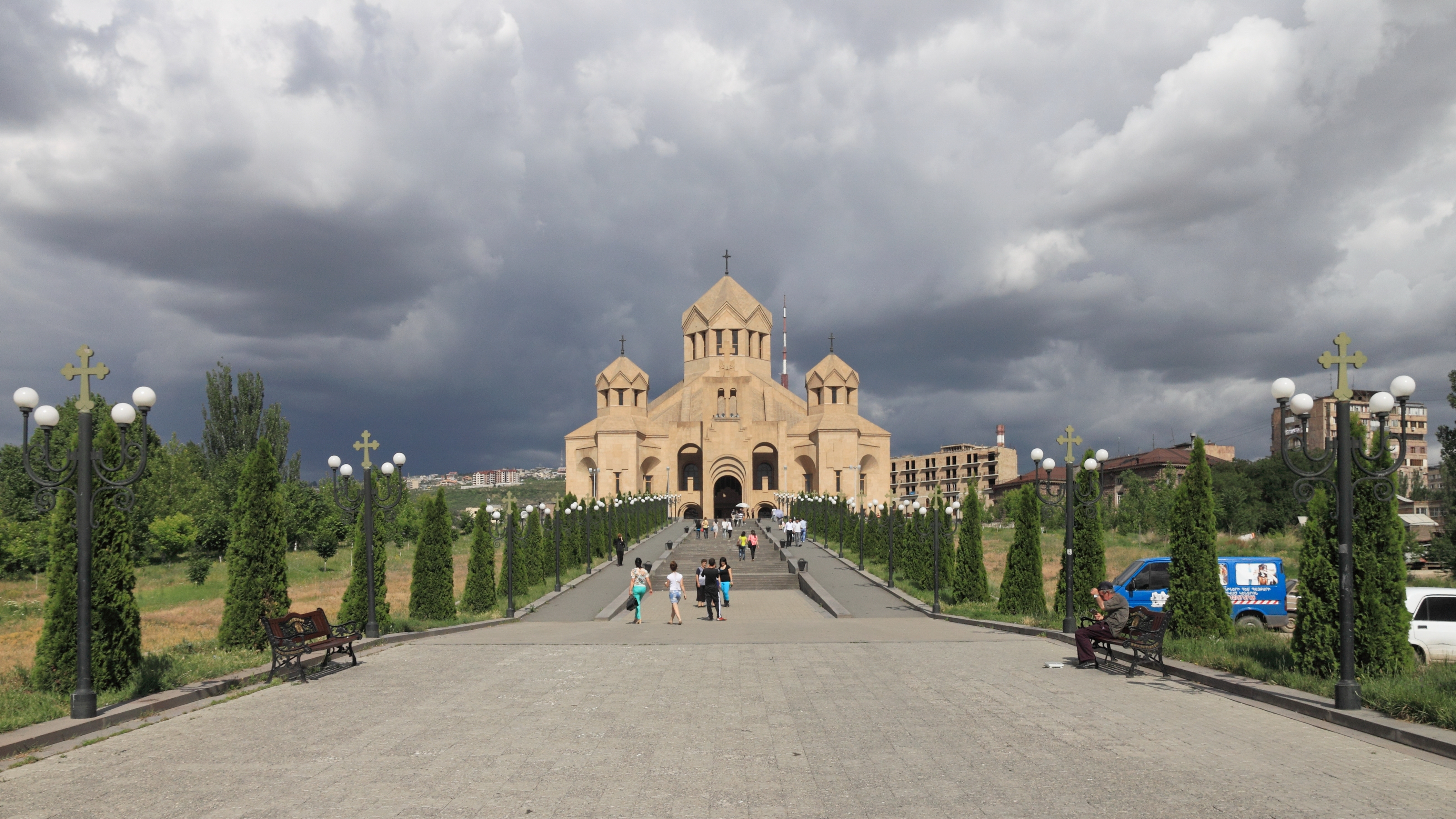
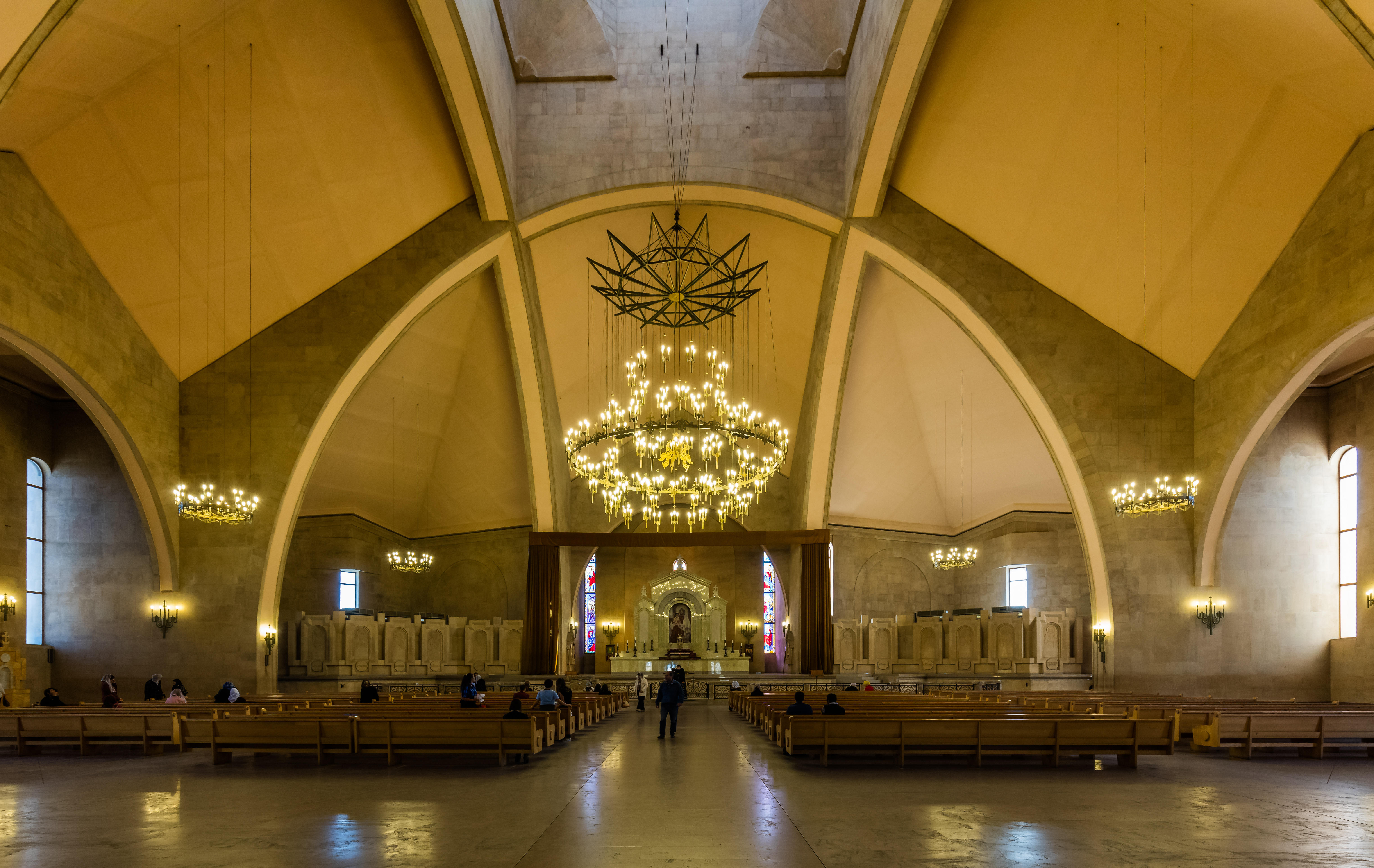
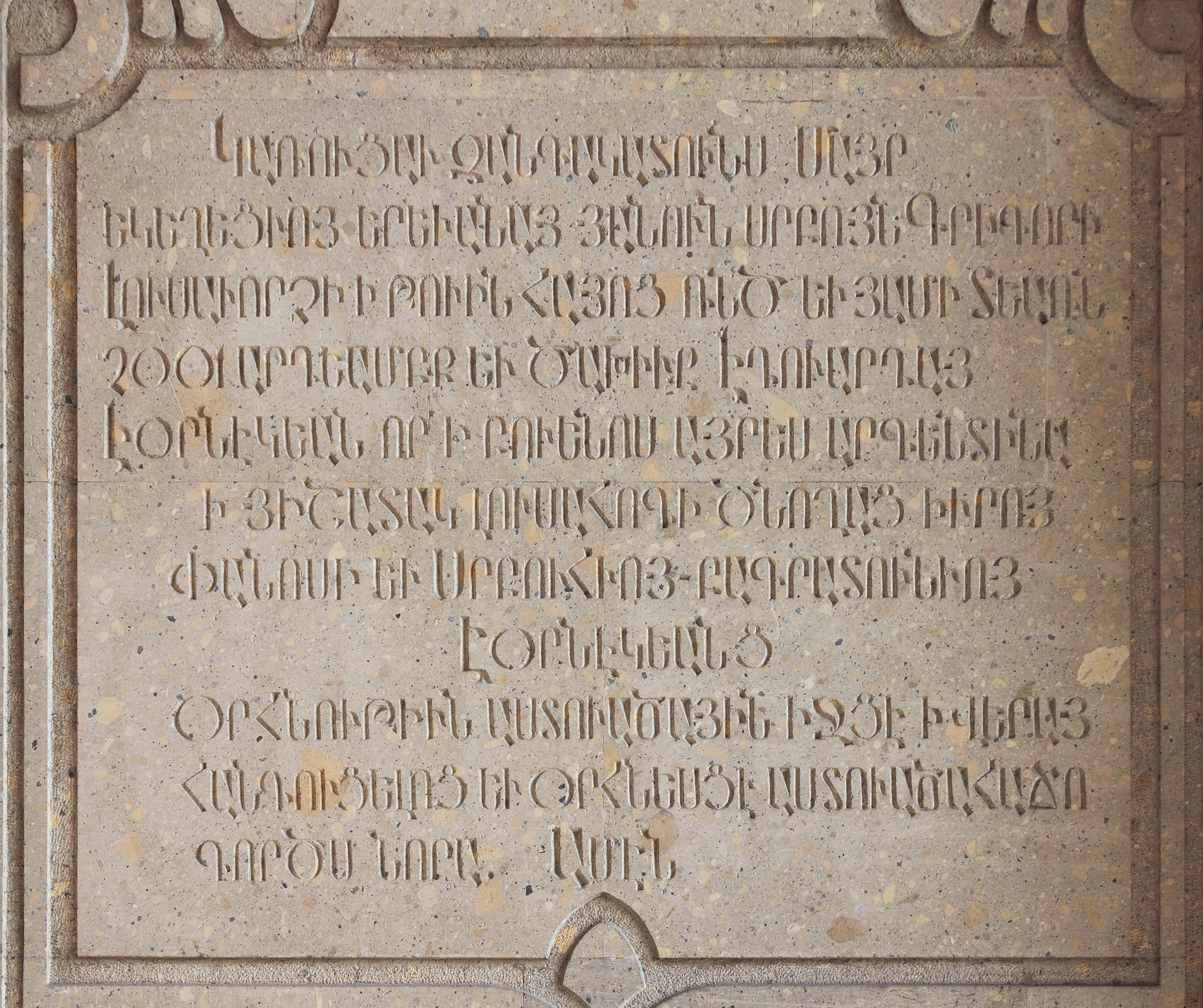
Iscrizione della chiesa in lingua armena
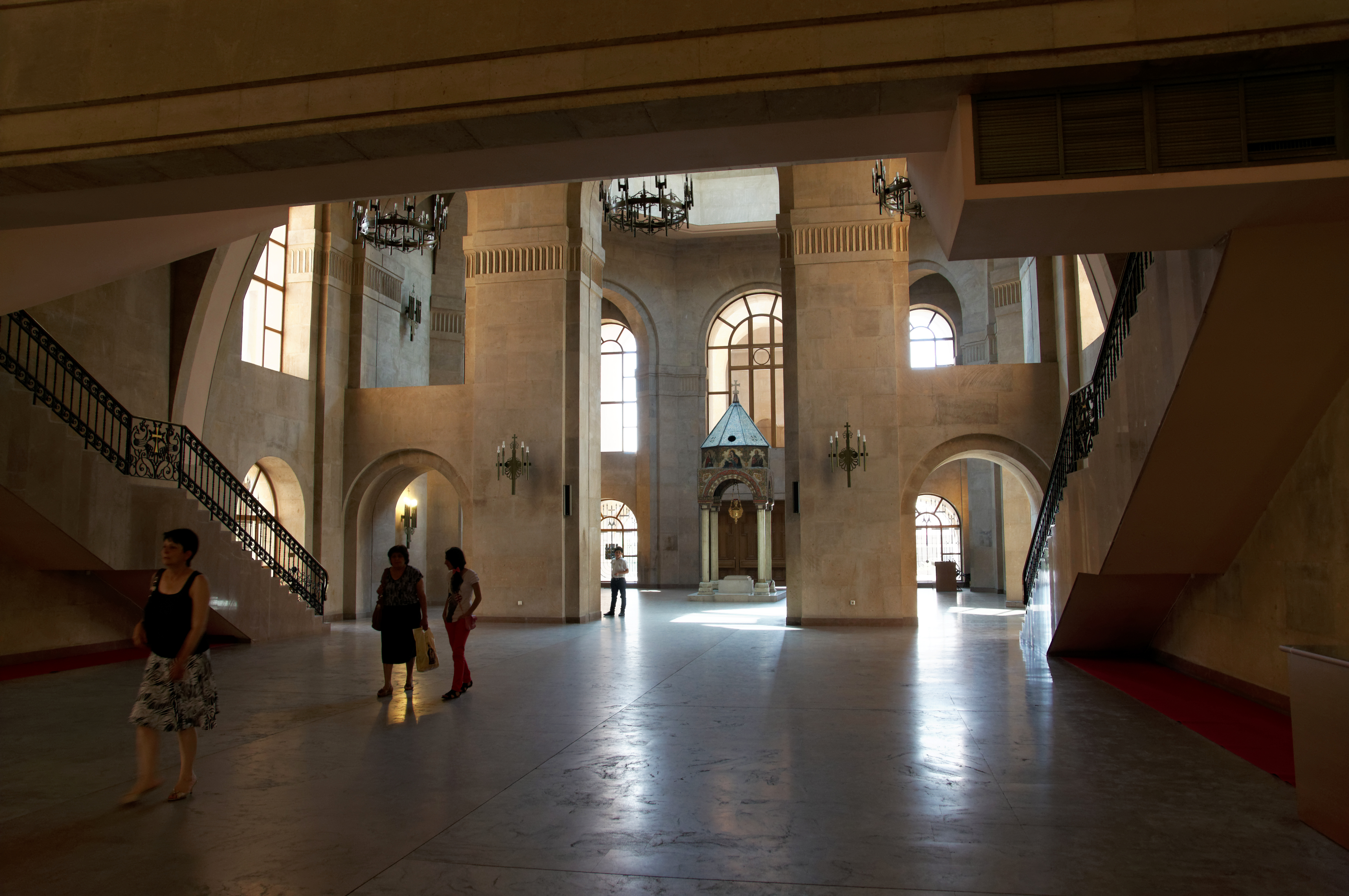
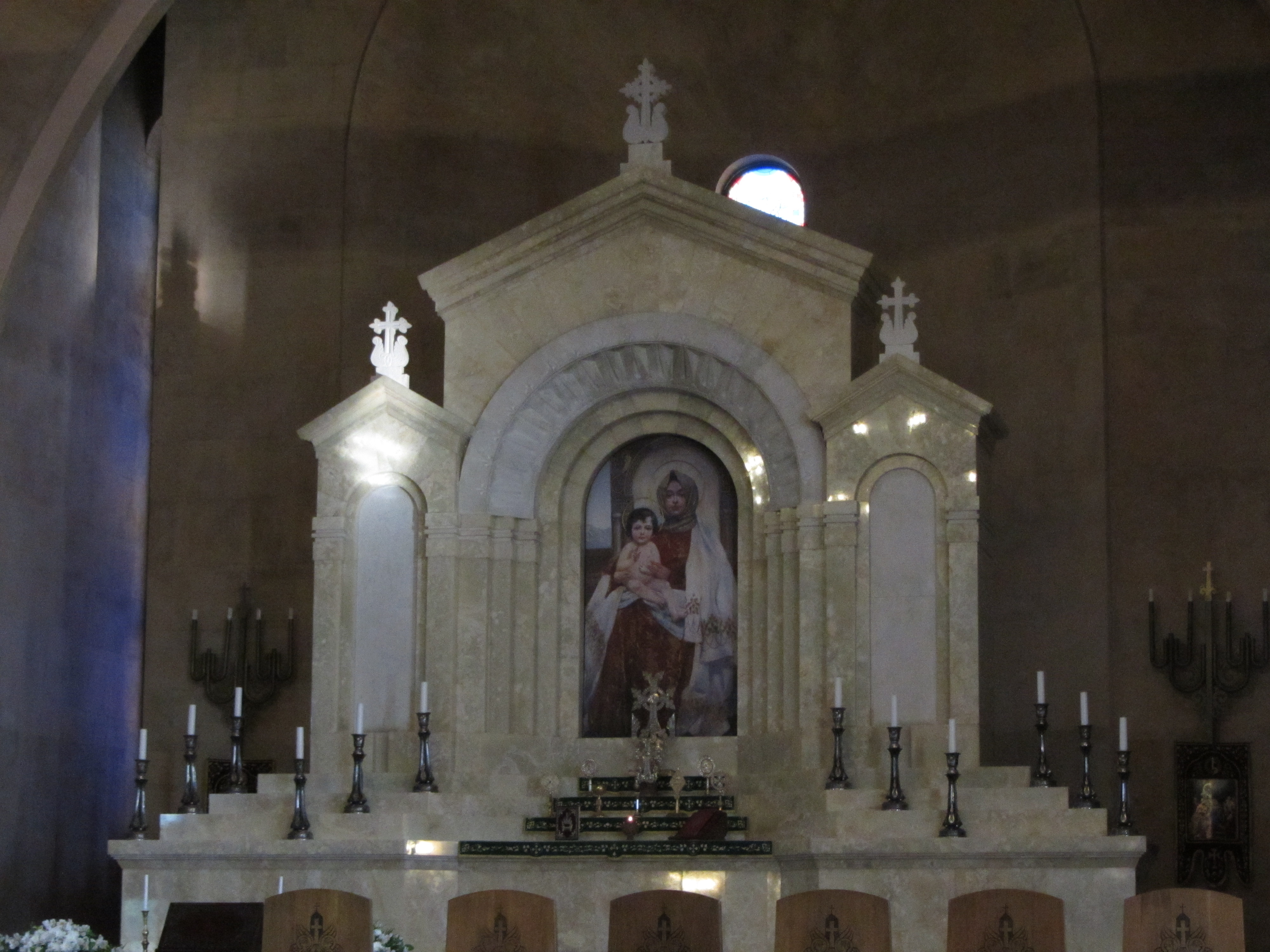
Altare
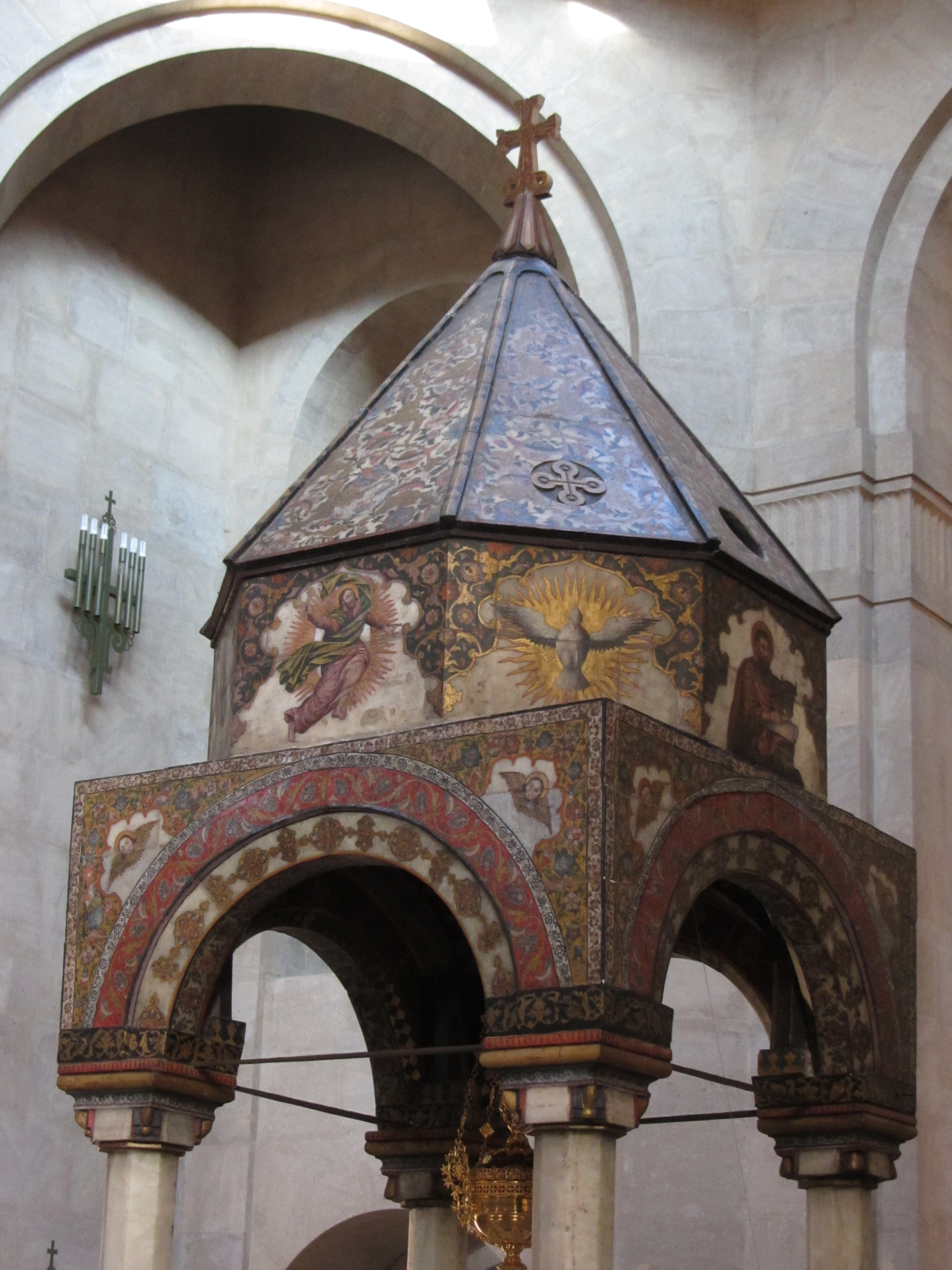
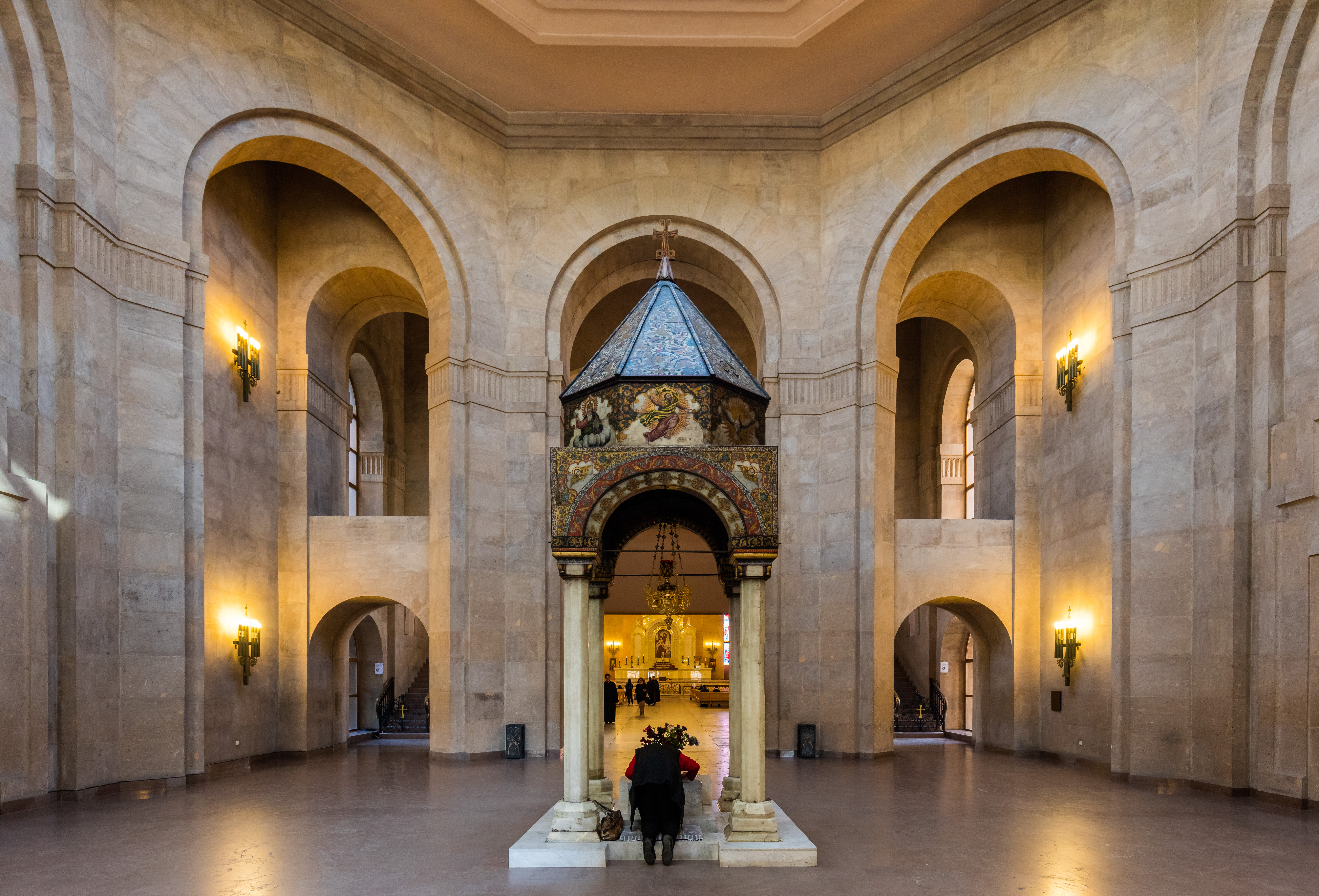
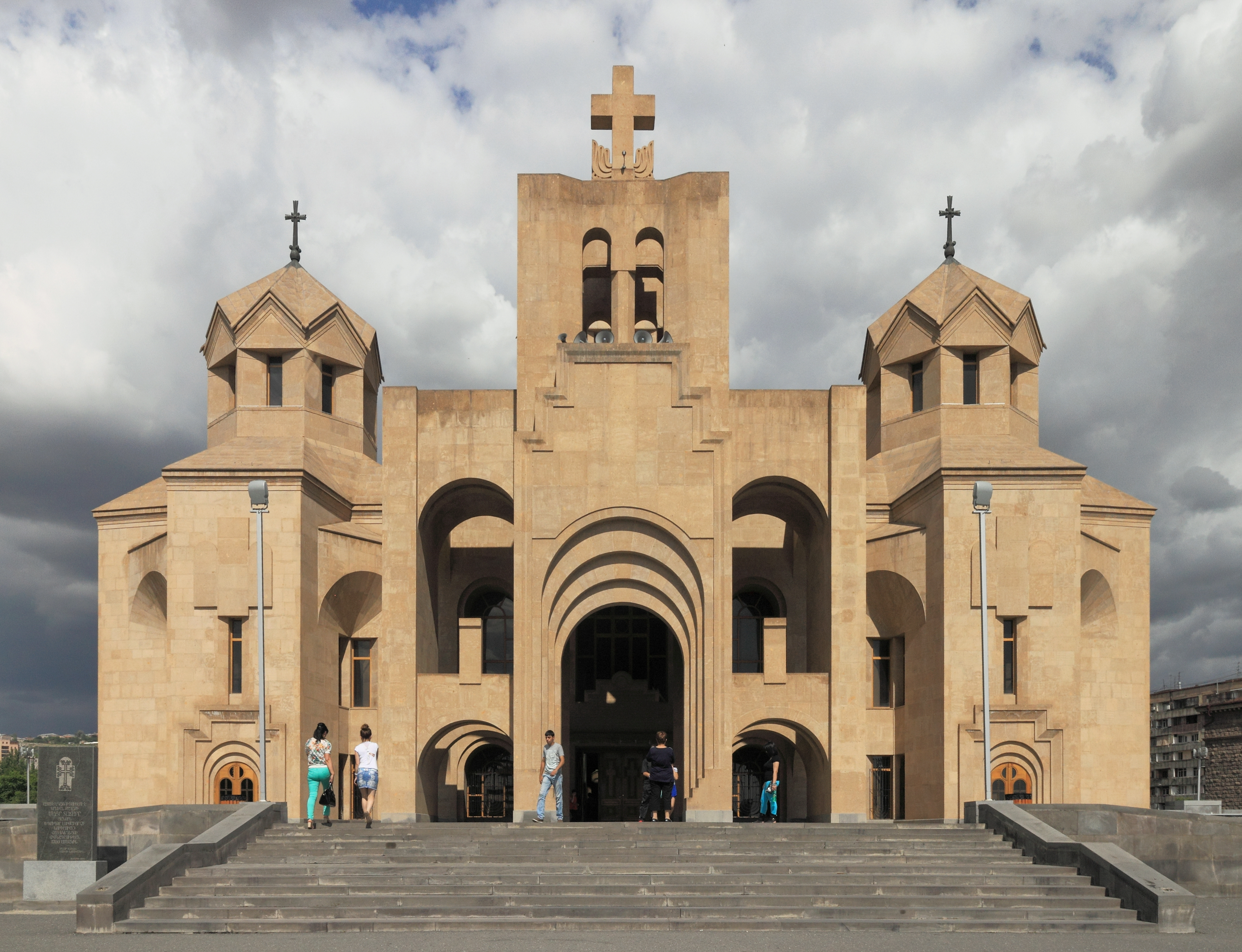
Il materiale impiegato per la costruzione del complesso consiste in blocchi lapidei di tufo dalle tinte aranciate estratti dalle cave di Ani
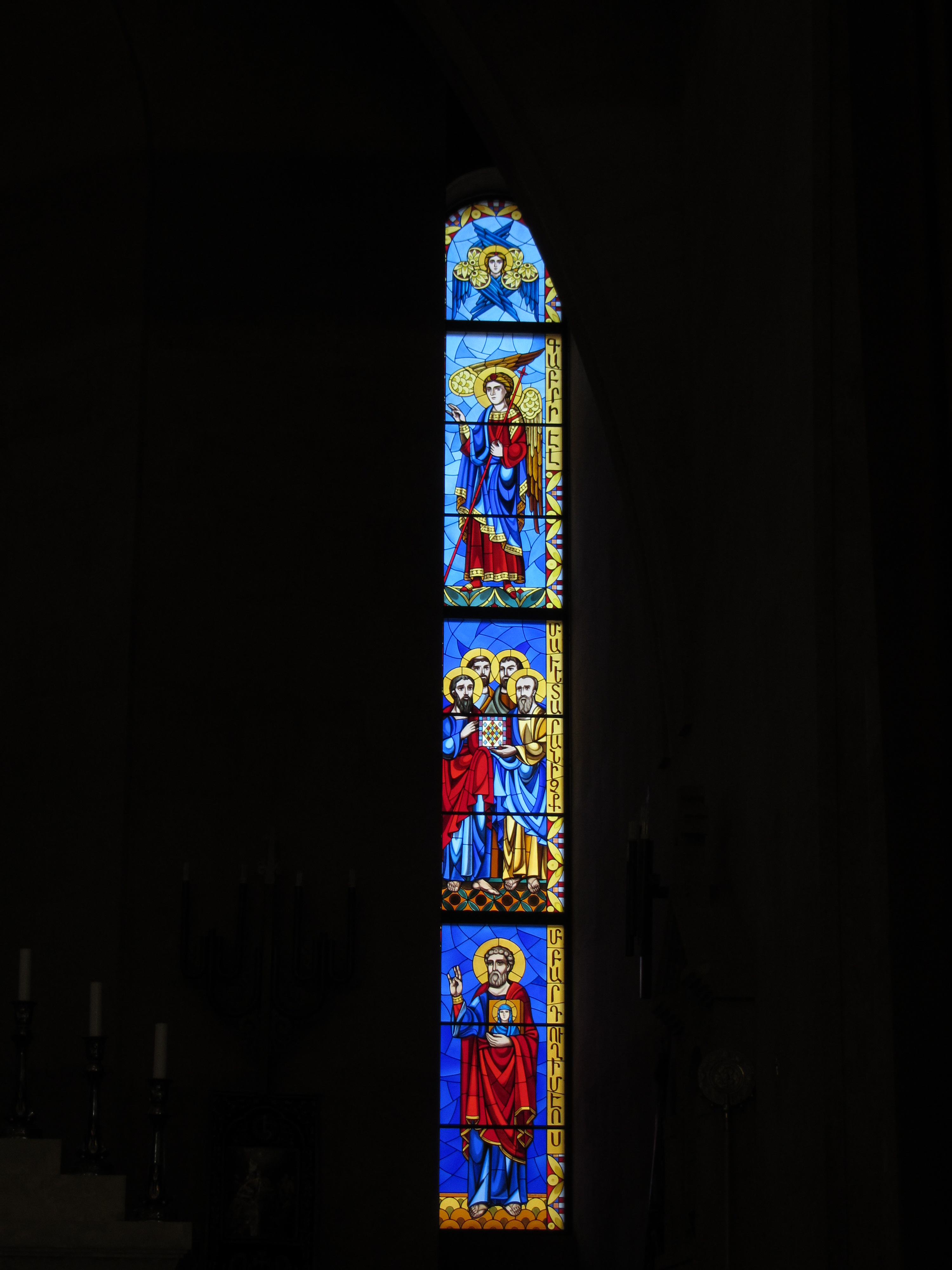
Vetrata
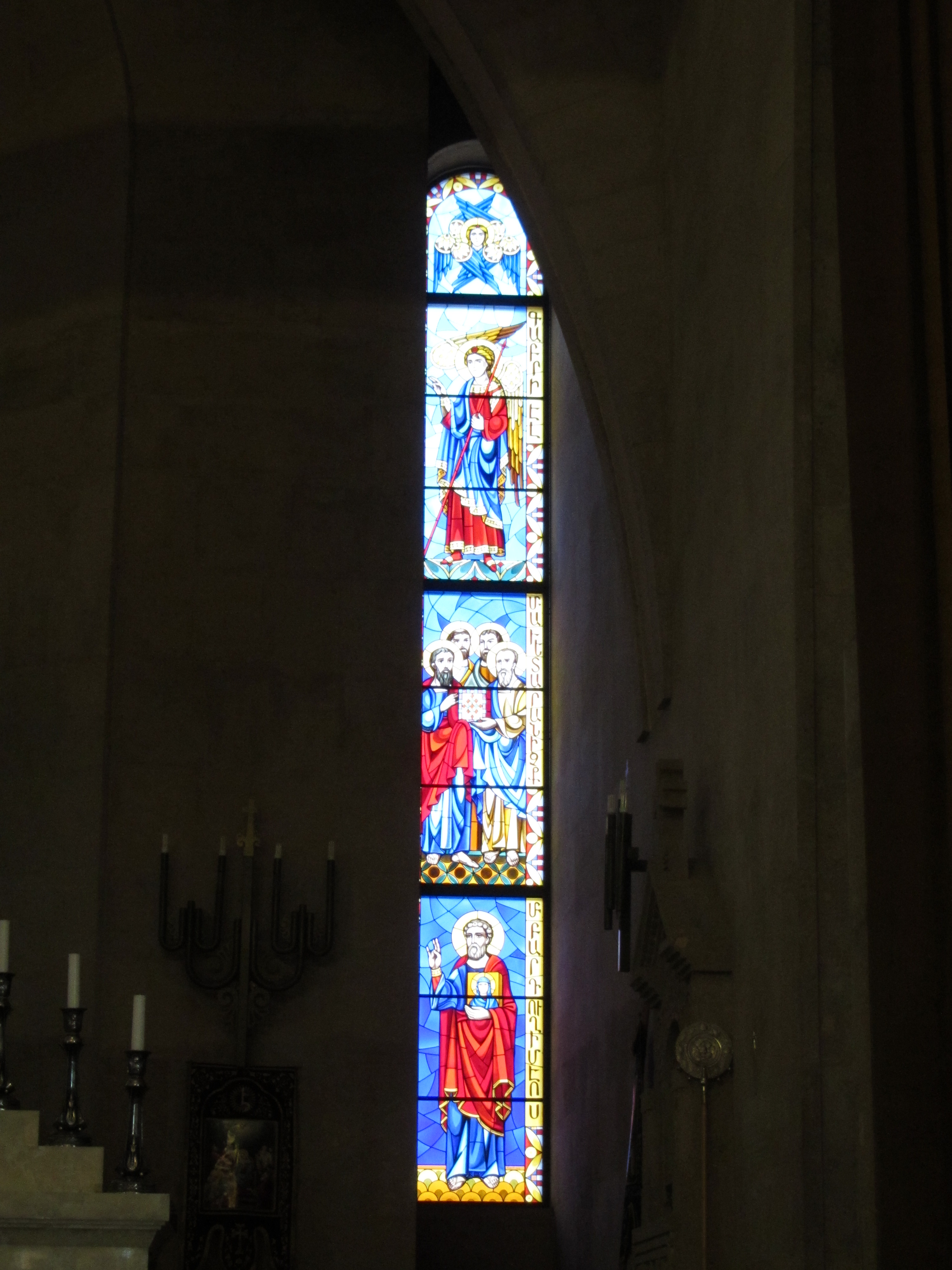
Vetrata
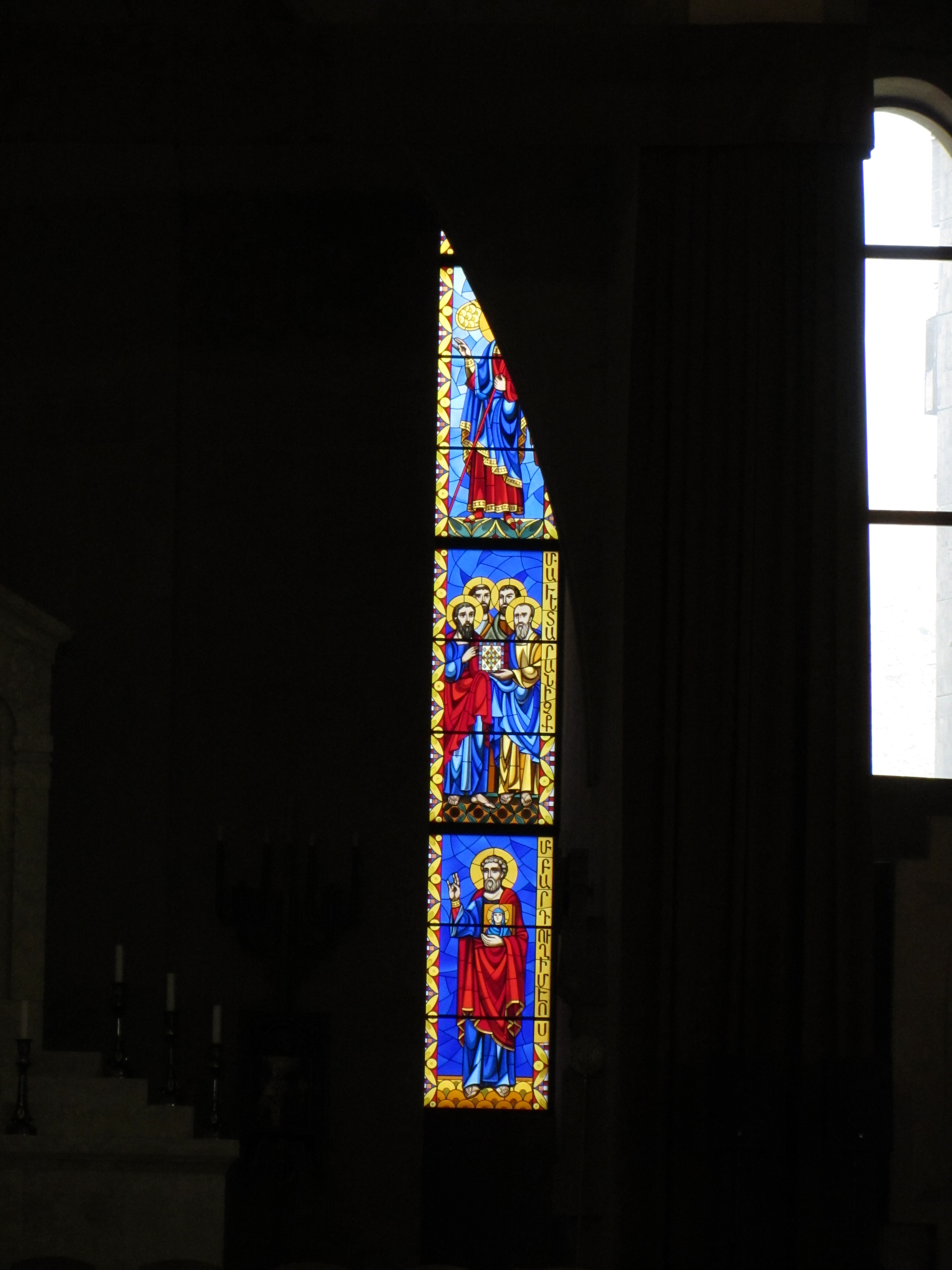
Vetrata
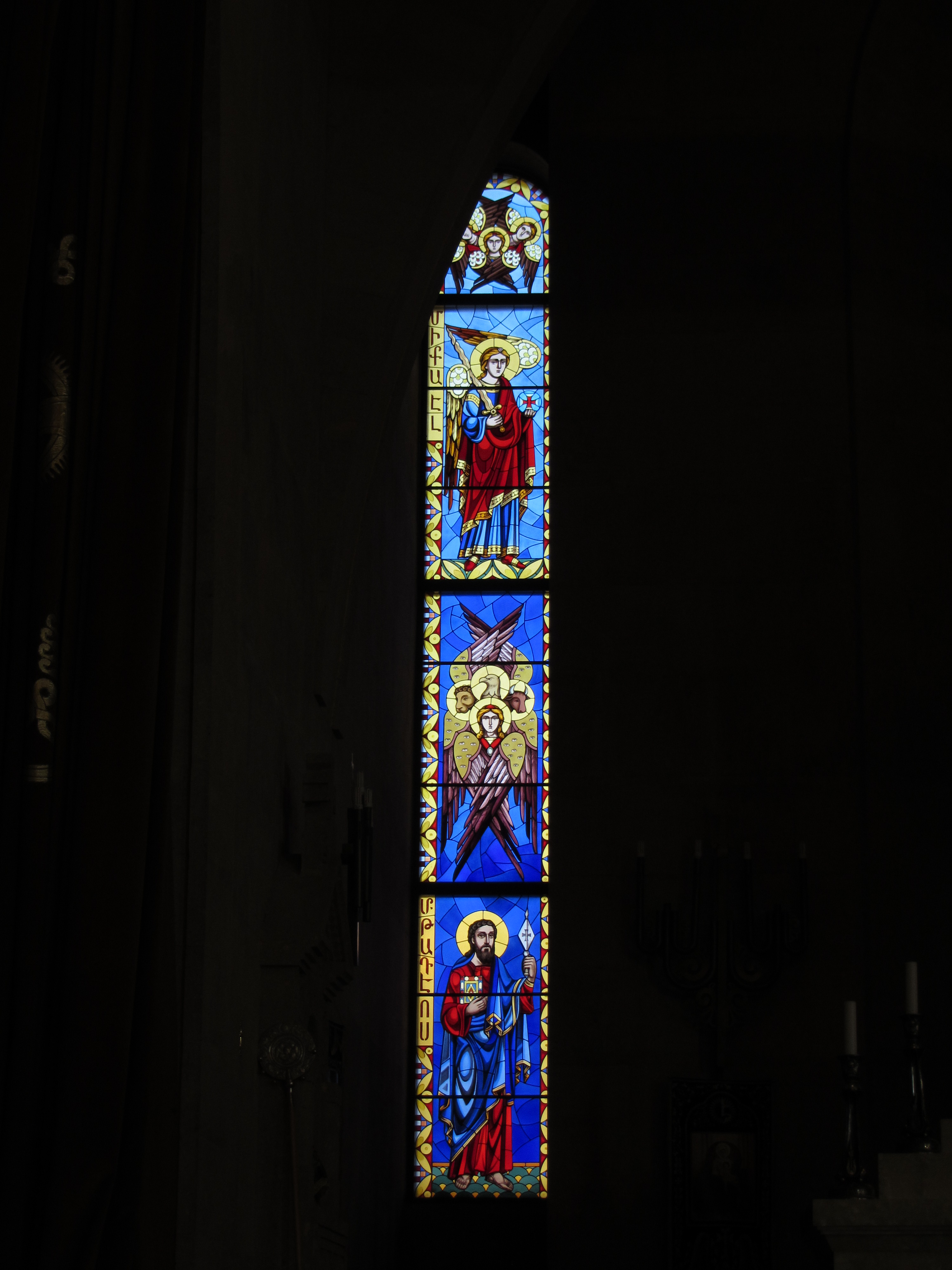
Vetrata